# Unterbernhards
Unterbernhards ist einer von elf Ortsteilen der Marktgemeinde Hilders im osthessischen Landkreis Fulda.

## Geographie
Der Ort liegt etwa acht Kilometer nordwestlich von Hilders an der Nüst im Biosphärenreservat der hessischen Rhön. Durch den Ort verläuft die Landesstraße 3176.
Siedlungsplätze innerhalb der Gemarkung:
- Ferienhäuser[3]
- Sankt Michael[4]

## Geschichte

### Ortsgeschichte
Die älteste bekannte schriftliche Erwähnung von Unterbernhards erfolgte im Jahr 1510.
Zum 1. August 1972 wurde die bis dahin selbständige im Landkreis Hünfeld gelegene Gemeinde Unterbernhards im Zuge der Gebietsreform in Hessen kraft Landesgesetz in die Gemeinde Hilders eingemeindet. Wie für alle nach Hilders eingegliederten Gemeinden wurde auch für Unterbernhards ein Ortsbezirk gebildet.

### Verwaltungsgeschichte im Überblick
Die folgende Liste zeigt die Staaten und Verwaltungseinheiten, denen Unterbernhards angehört(e):
- vor 1803: Heiliges Römisches Reich, Hochstift Fulda, Amt Bieberstein
- 1803–1806: Heiliges Römisches Reich, Fürstentum Nassau-Oranien-Fulda, Fürstentum Fulda, Amt Bieberstein
- 1806–1810: Kaiserreich Frankreich,[Anm. 2] Fürstentum Fulda (Militärverwaltung)
- 1810–1813: Großherzogtum Frankfurt, Departement Fulda, Distrikt Bieberstein
- ab 1816: Kurfürstentum Hessen,[Anm. 3] Großherzogtum Fulda, Amt Bieberstein
- ab 1821: Kurfürstentum Hessen, Provinz Fulda, Kreis Hünfeld[Anm. 4]
- ab 1848: Kurfürstentum Hessen, Bezirk Fulda
- ab 1851: Kurfürstentum Hessen, Provinz Fulda, Kreis Hünfeld
- ab 1867: Norddeutscher Bund, Königreich Preußen,[Anm. 5] Provinz Hessen-Nassau, Regierungsbezirk Kassel, Kreis Hünfeld
- ab 1871: Deutsches Reich,  Königreich Preußen, Provinz Hessen-Nassau, Regierungsbezirk Kassel, Kreis Hünfeld
- ab 1918: Deutsches Reich, Freistaat Preußen, Provinz Hessen-Nassau, Regierungsbezirk Kassel, Kreis Hünfeld
- ab 1944: Deutsches Reich, Freistaat Preußen, Provinz Kurhessen, Landkreis Hünfeld
- ab 1945: Deutsches Reich, Amerikanische Besatzungszone, Groß-Hessen, Regierungsbezirk Kassel, Landkreis Hünfeld
- ab 1946: Deutsches Reich, Amerikanische Besatzungszone, Hessen, Regierungsbezirk Kassel, Landkreis Hünfeld
- ab 1949: Bundesrepublik Deutschland, Hessen, Regierungsbezirk Kassel, Landkreis Hünfeld
- ab 1972: Bundesrepublik Deutschland, Hessen, Regierungsbezirk Kassel, Landkreis Fulda, Gemeinde Hilders

## Bevölkerung

### Einwohnerstruktur 2011
Nach den Erhebungen des Zensus 2011 lebten am Stichtag dem 9. Mai 2011 in Unterbernhards 102 Einwohner. Darunter waren 3 (2,9 %) Ausländer.
Nach dem Lebensalter waren 18 Einwohner unter 18 Jahren, 31 waren zwischen 18 und 49, 27 zwischen 50 und 24 und 72 Einwohner waren älter.
Die Einwohner lebten in 54 Haushalten. Davon waren 21 Singlehaushalte, 12 Paare ohne Kinder und 15 Paare mit Kindern, sowie 3 Alleinerziehende und 3 Wohngemeinschaften. In 15 Haushalten lebten ausschließlich Senioren und in 30 Haushaltungen leben keine Senioren.

### Einwohnerentwicklung
- 1812: 9 Feuerstellen, 75 Seelen[1]

| Unterbernhards: Einwohnerzahlen von 1812 bis 2023 | Unterbernhards: Einwohnerzahlen von 1812 bis 2023 | Unterbernhards: Einwohnerzahlen von 1812 bis 2023 | Unterbernhards: Einwohnerzahlen von 1812 bis 2023 | Unterbernhards: Einwohnerzahlen von 1812 bis 2023 |
| --- | ------------------------------------------------- | ------------------------------------------------- | ------------------------------------------------- | ------------------------------------------------- |
| Jahr |                                                   |                                                   |                                                   | Einwohner                                         |
| 1812 | 1812                                              |                                                   | 75                                                | 75                                                |
| 1834 | 1834                                              |                                                   | 66                                                | 66                                                |
| 1840 | 1840                                              |                                                   | 77                                                | 77                                                |
| 1846 | 1846                                              |                                                   | 65                                                | 65                                                |
| 1852 | 1852                                              |                                                   | 69                                                | 69                                                |
| 1858 | 1858                                              |                                                   | 67                                                | 67                                                |
| 1864 | 1864                                              |                                                   | 72                                                | 72                                                |
| 1871 | 1871                                              |                                                   | 65                                                | 65                                                |
| 1875 | 1875                                              |                                                   | 54                                                | 54                                                |
| 1885 | 1885                                              |                                                   | 55                                                | 55                                                |
| 1895 | 1895                                              |                                                   | 54                                                | 54                                                |
| 1905 | 1905                                              |                                                   | 58                                                | 58                                                |
| 1910 | 1910                                              |                                                   | 48                                                | 48                                                |
| 1925 | 1925                                              |                                                   | 285                                               | 285                                               |
| 1939 | 1939                                              |                                                   | 105                                               | 105                                               |
| 1946 | 1946                                              |                                                   | 100                                               | 100                                               |
| 1950 | 1950                                              |                                                   | 92                                                | 92                                                |
| 1956 | 1956                                              |                                                   | 67                                                | 67                                                |
| 1961 | 1961                                              |                                                   | 52                                                | 52                                                |
| 1970 | 1970                                              |                                                   | 54                                                | 54                                                |
| 1980 | 1980                                              |                                                   | ?                                                 | ?                                                 |
| 1990 | 1990                                              |                                                   | ?                                                 | ?                                                 |
| 2000 | 2000                                              |                                                   | ?                                                 | ?                                                 |
| 2011 | 2011                                              |                                                   | 102                                               | 102                                               |
| 2023 | 2023                                              |                                                   | 216                                               | 216                                               |
| Datenquelle: Historisches Gemeindeverzeichnis für Hessen: Die Bevölkerung der Gemeinden 1834 bis 1967. Wiesbaden: Hessisches Statistisches Landesamt, 1968. Weitere Quellen: LAGIS; Gemeinde Hilders; Zensus 2011 |                                                   |                                                   |                                                   |                                                   |

### Historische Religionszugehörigkeit
| • 1885: | 54 katholische (= 100 %) Einwohner                              |
| • 1961: | 4 evangelische (= 5,97 %), 63 katholische (= 94,03 %) Einwohner |

## Politik
Für Unterbernhards besteht ein Ortsbezirk (Gebiete der ehemaligen Gemeinde Unterbernhards) mit Ortsbeirat und Ortsvorsteher nach der Hessischen Gemeindeordnung. Der Ortsbeirat besteht aus drei Mitgliedern. Bei den Kommunalwahlen in Hessen 2021 betrug die Wahlbeteiligung zum Ortsbeirat 65,85 %. Alle Kandidaten gehörten der Bürgerliste Unterbernhards an. Der Ortsbeirat wählte Ottmar Seng zum Ortsvorsteher.